# افعل الصواب (فلم)
افعل الصواب (بالإنجليزية: Do the Right Thing) فيلم أمريكي من نوع الدراما والكوميديا صدر عام 1989، من إخراج وتأليف وإنتاج سبايك لي الذي لعب دور موكي في الفيلم. نجوم الفيلم هم: داني أييلو، أوسي ديفيس، روبي دي، ريتشارد ايدسون، جيانكارلو اسبوزيتو، بيل نان، جون تورتورو وصامويل جاكسون.

## روابط خارجية
- مقالات تستعمل روابط فنية بلا صلة مع ويكي بيانات